# Nehon
Nehon là một thị trấn thống kê (census town) của quận Rupnagar thuộc bang Punjab, Ấn Độ.

## Nhân khẩu
Theo điều tra dân số năm 2001 của Ấn Độ, Nehon có dân số 10.158 người. Phái nam chiếm 56% tổng số dân và phái nữ chiếm 44%. Nehon có tỷ lệ 79% biết đọc biết viết, cao hơn tỷ lệ trung bình toàn quốc là 59,5%: tỷ lệ cho phái nam là 83%, và tỷ lệ cho phái nữ là 73%. Tại Nehon, 11% dân số nhỏ hơn 6 tuổi.